# Кава, Роберт
Роберт Кава (Robert Joseph Cava; род. 1951) — американский химик, специалист по химии материалов.
Профессор Принстонского университета, член НАН США, иностранный член Лондонского королевского общества (2016).

## Биография
Окончил Массачусетский технологический институт (бакалавр и магистр материаловедения и инженерии, 1974), там же получил степень доктора философии по керамике в 1978 году, после чего в том же году фелло-постдок Национального научно-исследовательского совета (NRC) в Национальном институте стандартов и технологий в качестве.
После 17 лет работы в Лабораториях Белла (с 1979), где он состоял заслуженным членом (1985—1996), в 1997 году Роберт Кава перешёл профессором химии и материалов в Принстонский университет (коим является по настяощее время), в котором в 1991—2001 годах помощник директора его Института материалов и и. о. директора в 2001—2002 годах, а в 2004—2010 годах заведовал кафедрой химии, ныне (с 2006) именной профессор химии (Russell Wellman Moore Professor of Chemistry).
В 2010 году приглашённый иностранный профессор Villum Foundation в Risø DTU в Дании.
Член редколлегии Physical Review B (с 2009).
Член НАН США (2001), Materials Research Society и Американского химического общества.
Фелло Американского физического общества (1988), American Ceramic Society (2003), Neutron Scattering Society of America (2012).
Автор более 960 публикаций, более 50 — в Nature и аффилированных журналах, 10 — в Science, 60 — в Physical Review Letters, имеет 15 патентов, персональный индекс Хирша - 121.

## Награды и отличия
- Bernd T. Matthias Prize (1997)
- ACS Award in the Chemistry of Materials (1997)
- Wulff Award in Materials Science (2000)
- President’s Award for Distinguished Teaching, Принстонский университет (2005)
- Премия Джона Карти НАН США (2005)
- Phi Beta Kappa Teaching Award, Принстонский университет (2007)
- Памятная медаль, Гданьский политехнический университет (2010)
- American Chemical Society Award in Inorganic Chemistry[нем.] (2011)
- Премия Гумбольдта (2012)
- Премия Джеймса Макгруди за исследования в области новых материалов Американского физического общества (2012)
- Stephanie L Kwolek Award Королевского химического общества Великобритании (2012)[4]
- Премия Лайнуса Полинга, Северо-Западная секция Американского химического общества (2012)
- Graduate Mentoring Award in Natural Sciences, Принстонский университет (2014)
- Почётный доктор Гданьского политехнического университета (2014)
- Медаль Materials Research Society[англ.] (2016)[5]